# Спадкування із спільною таблицею (шаблон проєктування)
Спадкування зі спільною таблицею (інша назва Наслідування з одною таблицею, англ. Single Table Inheritance) — шаблон проєктування, який пропонує зберігати ієрархію наслідування класів у вигляді однієї таблиці.

## Опис
Оскільки реляційні бази даних не підтримують спадкування, потрібно придумати спосіб відображення такої ієрархії в сховищі.
Рішенням буде зберігати всю ієрархію в одній таблиці. Тоді колонками у такій таблиці будуть усі поля всіх класів ієрархії.

## Застосування
- У Hibernate (Java) та  Entity Framework даний підхід називається Table-Per-Class-Hierarchy та Table-Per-Hierarchy (TPH) відповідно. Колонка яка відповідає за тип об'єкту називається дискримінатор (Discriminator).

## Переваги та недоліки

### Переваги
- У структуру бази додається лише одна таблиця
- Не потрібні JOIN команди для отримання даних, лише WHERE
- Переміщення полів в дочірній чи батьківський клас не вимагає зміни структури таблиці

### Недоліки
- Необхідно додати колонку, яка відповідає за тип об'єкта
- Деякі колонки таблиці використовуються лише певними класами ієрархії, що призводить до витрат пам'яті

## Реалізація
Нехай дана ієрархія об'єктів.
```
public
 
class
 
Player

{

    
public
 
string
 
Name
 
{
 
get
;
 
set
;
 
}

}

class
 
Footballer
 
:
 
Player

{

    
public
 
string
 
Club
 
{
 
get
;
 
set
;
 
}

}

class
 
Cricketer
 
:
 
Player

{

    
public
 
int
 
BattingAverage
 
{
 
get
;
 
set
;
 
}

}

```

Тоді у сховищі ці об'єкти представлятимуться однією таблицею.
```
class
 
PlayerTable

{

    
// поле необхідне, щоб розрізняти тип в ієрархії

    
public
 
int
 
Type
 
{
 
get
;
 
set
;
 
}

    
public
 
string
 
Name
 
{
 
get
;
 
set
;
 
}

    
public
 
string
 
Club
 
{
 
get
;
 
set
;
 
}

    
public
 
int
 
BattingAverage
 
{
 
get
;
 
set
;
 
}

}

```